# Philippe-Christine de Lalaing

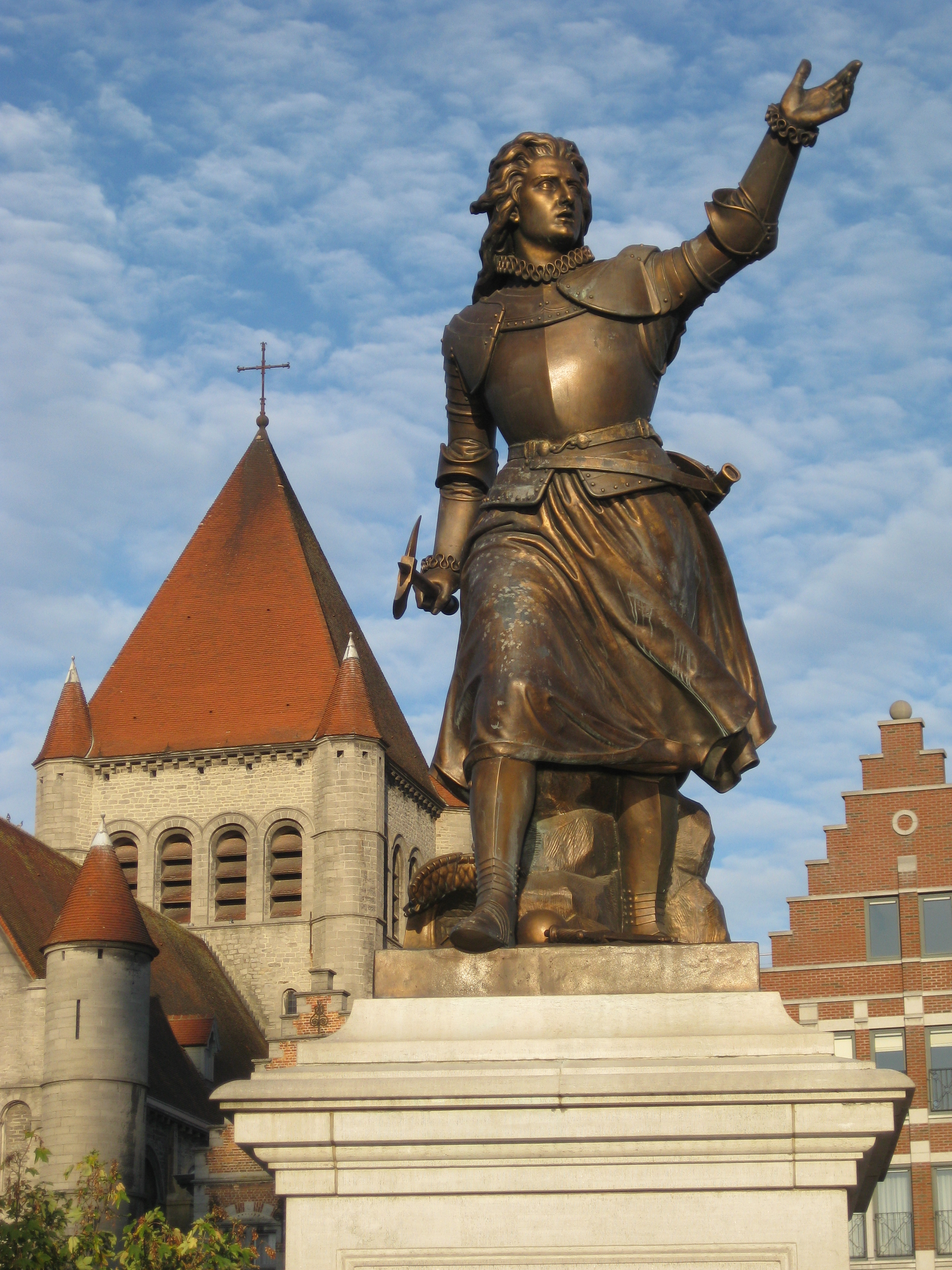
Statue der Christine de Lalaing, Princesse d’Espinoy auf dem Grand-Place in Tournai, 2009

Philippe-Christine de Lalaing, auch Marie-Christine de Lalaing oder Marie-Philipinne de Lalain oder Philipotte-Christine de Lalaing, (* 1545 in Condé-sur-l’Escaut(?); † 9. Juni 1582 in Antwerpen) war die Tochter von Charles II. de Lalaing (1506–1558) und Marie van Horn-Montmorency († 1570) und ab dem 2. Juli 1572 die Frau von Pierre de Melun, Prince d’Épinoy, Seneschall des Hennegaus und Gouverneur von Tournai. In Abwesenheit ihres Mannes führte sie 1581 die Stadt Tournai im Spanisch-Niederländischen Krieg gegen Alexandro Farnese, den Herzog von Parma.

## Verteidigung von Tournai
Im Zuge der Religionskriege des 16. Jahrhunderts war mit der 1576 formulierten „Genter Pazifikation“ aller Siebzehn Provinzen der Spanischen Niederlande, in der ein Abzug spanischer Truppen und eine allgemeine religiöse Toleranz vereinbart wurden, ein brüchiger Friede eingekehrt. Dieser zerbrach aber an den nicht überwundenen konfessionellen Gegensätzen Anfang des Jahres 1579 wieder, als die katholischen Südprovinzen Artois und Hennegau sich zur Union von Arras zusammenschlossen. Die nördlichen, calvinistischen Provinzen sowie die Staaten Flandern und Brabant schlossen sich dagegen am 23. Januar zur Utrechter Union zusammen. Dieser Teil opponierte weiter gegen Spanien und erklärte 1581 seine Unabhängigkeit (Plakkaat van Verlatinghe). Um dagegen vorzugehen, begann der spanische Statthalter Alexander Farnese ab 1581 zunächst im Süden die Operationsbasis zu sichern. Dazu mussten vor allem einzelne, nicht der Union von Arras beigetretene Städte jeweils belagert und erobert werden, bevor 1584 mit der Belagerung von Antwerpen begonnen werden konnte.
Tournai gehörte zu diesen Städten. Bis 1566 war die Stadt größtenteils zum Calvinismus übergetreten und Pierre de Melun wurde als Parteigänger der protestantischen Seite 1576 von den Generalstaaten zum Gouverneur der Stadt ernannt.
Als am 1. Oktober 1581 Farnese trotz des nahenden Winters zum Angriff vor der Stadt aufzog, soll Folgendes geschehen sein: Pierre de Melun hatte eine Warnung über einen bevorstehenden Angriff an Wilhelm von Oranien geschickt und die Verteidigung seinem Leutnant und seiner Frau überlassen, um selbst zu einem Angriff auf Gravelines aufzubrechen. Philippe-Christine de Lalaing, die Prinzessin von Épinoy leistete gegenüber Farnese heftigen Widerstand. Sie soll ihren Soldaten zugerufen haben: „Ich bin es, die Frau eures Gouverneurs, die an eurer Spitze geht und wie man für das Vaterland dem Tod trotzt; folgt meinem Beispiel, ich würde lieber das Leben geben als die Bresche zu verlassen“. Und sie erhielt eine Wunde am Arm, als sie einen Angriff abwehrte. Trotz zahlreicher weiterer Heldentaten wurden die Belagerten, am Ende auch ermutigt durch die Prinzessin von Épinoy, am 29. November 1581 zur Kapitulation gezwungen. Die Prinzessin erreichte günstige Bedingungen für sich und ihre Truppen. Sie konnte sich nach Oudenaarde und dann weiter nach Antwerpen zurückziehen. Ihr Mann flüchtete zu Wilhelm von Oranien nach Holland. 
Philippe-Christine de Lalaing starb am 9. Juni 1582 in Antwerpen.

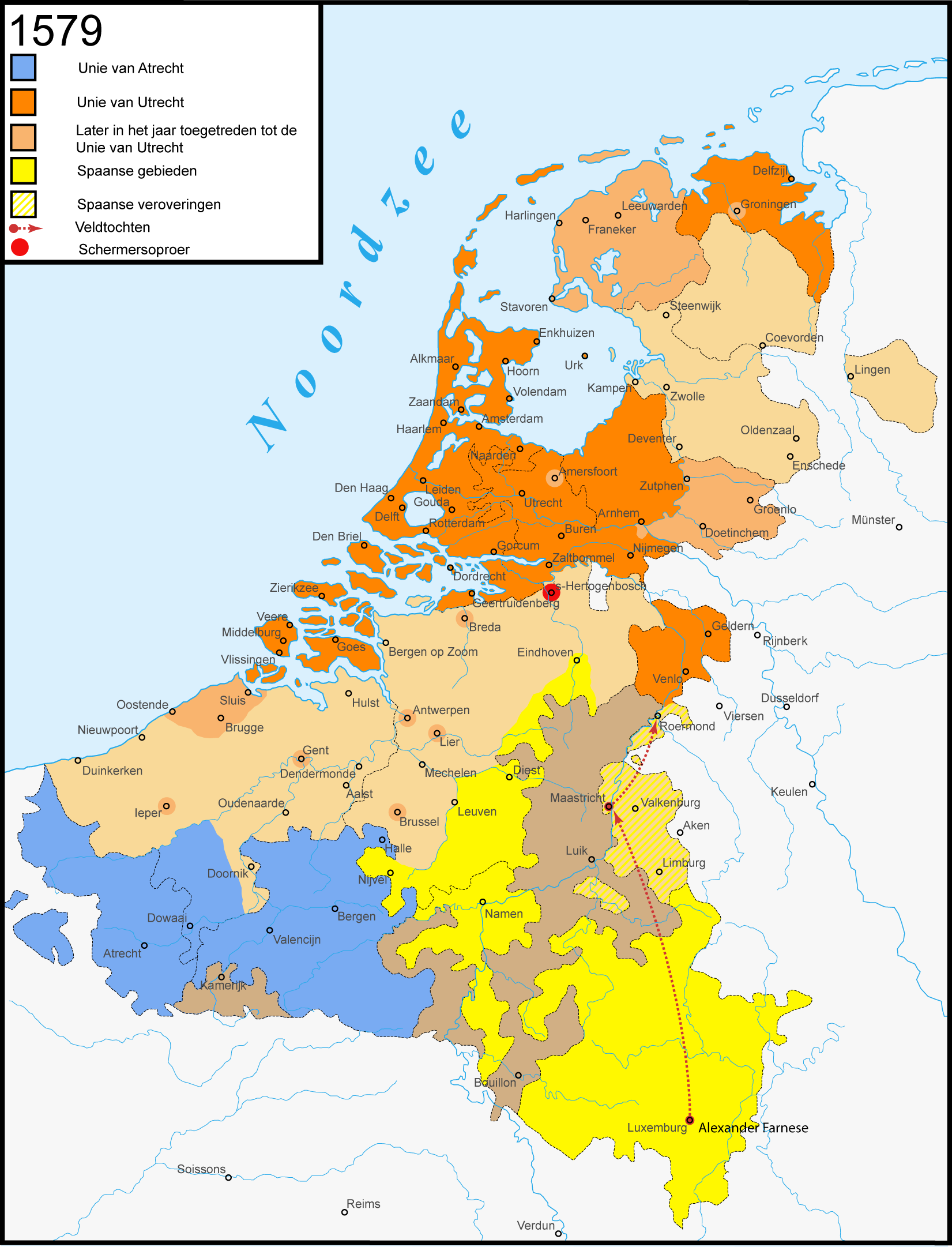
Union von Arras (Atrecht) und Utrechter Union mit Tournai (Doornik) in dem nach Süden gehenden calvinistischen Gebiet
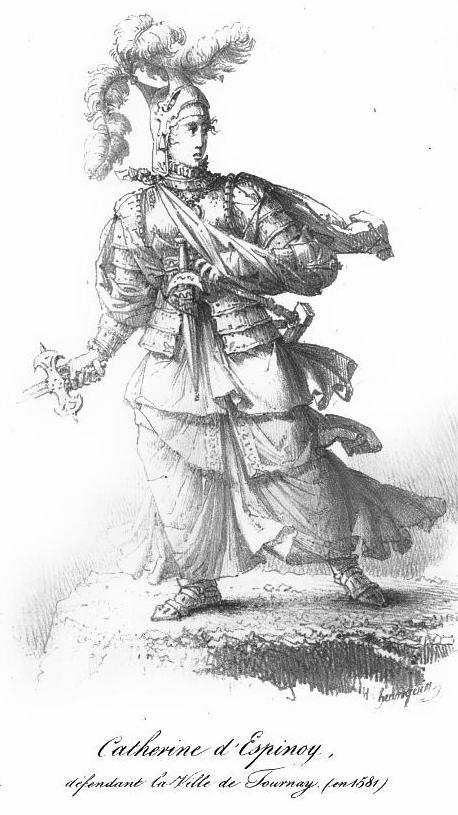
Frontispiz aus dem Druck des Stückes La princesse d’Espinoy défendant Tournay en 1581, Druck anlässlich der Premiere 29. November 1824
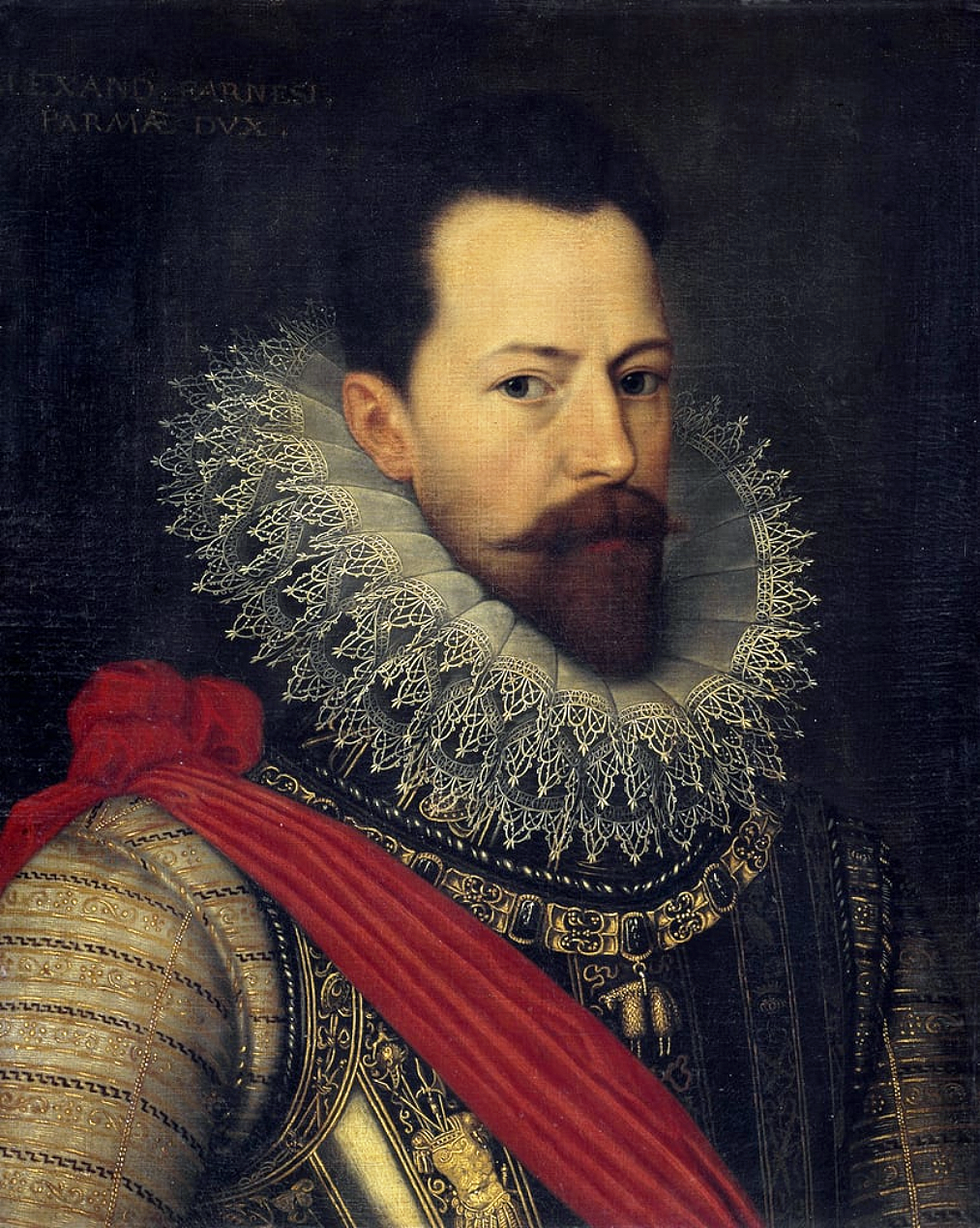
Alexandro Farnese, Gegner vor Tournai, Gemälde von Otto van Veen (Vaenius), 16. Jahrhundert
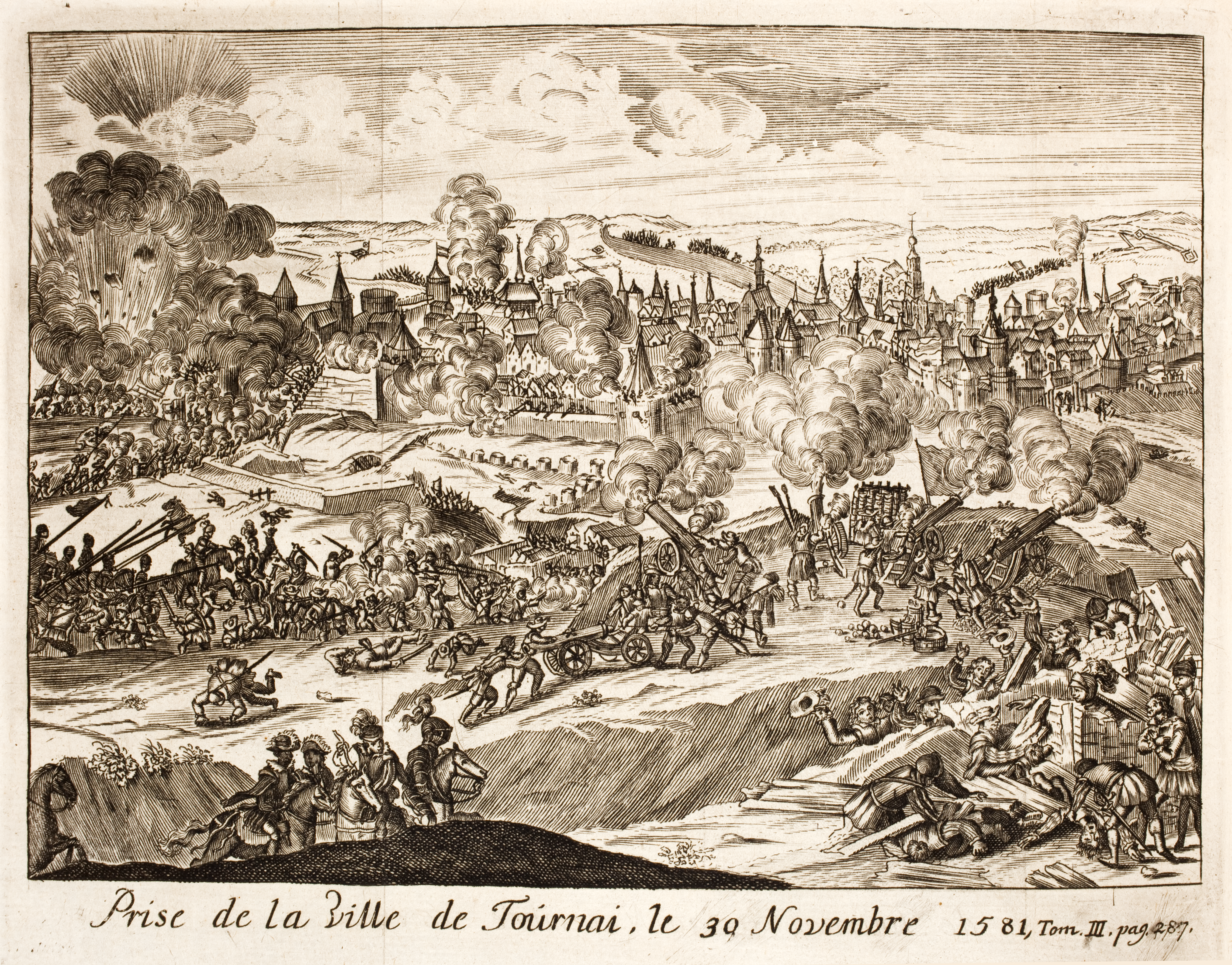
Einnahme der Stadt Tournai am 30. November 1581, Stich aus Histoire de la guerre des Païs-Bas, du R.P. Famien Strada ... / traduite par P. Du Ryrer, 1727, Tom. III pag. 287.
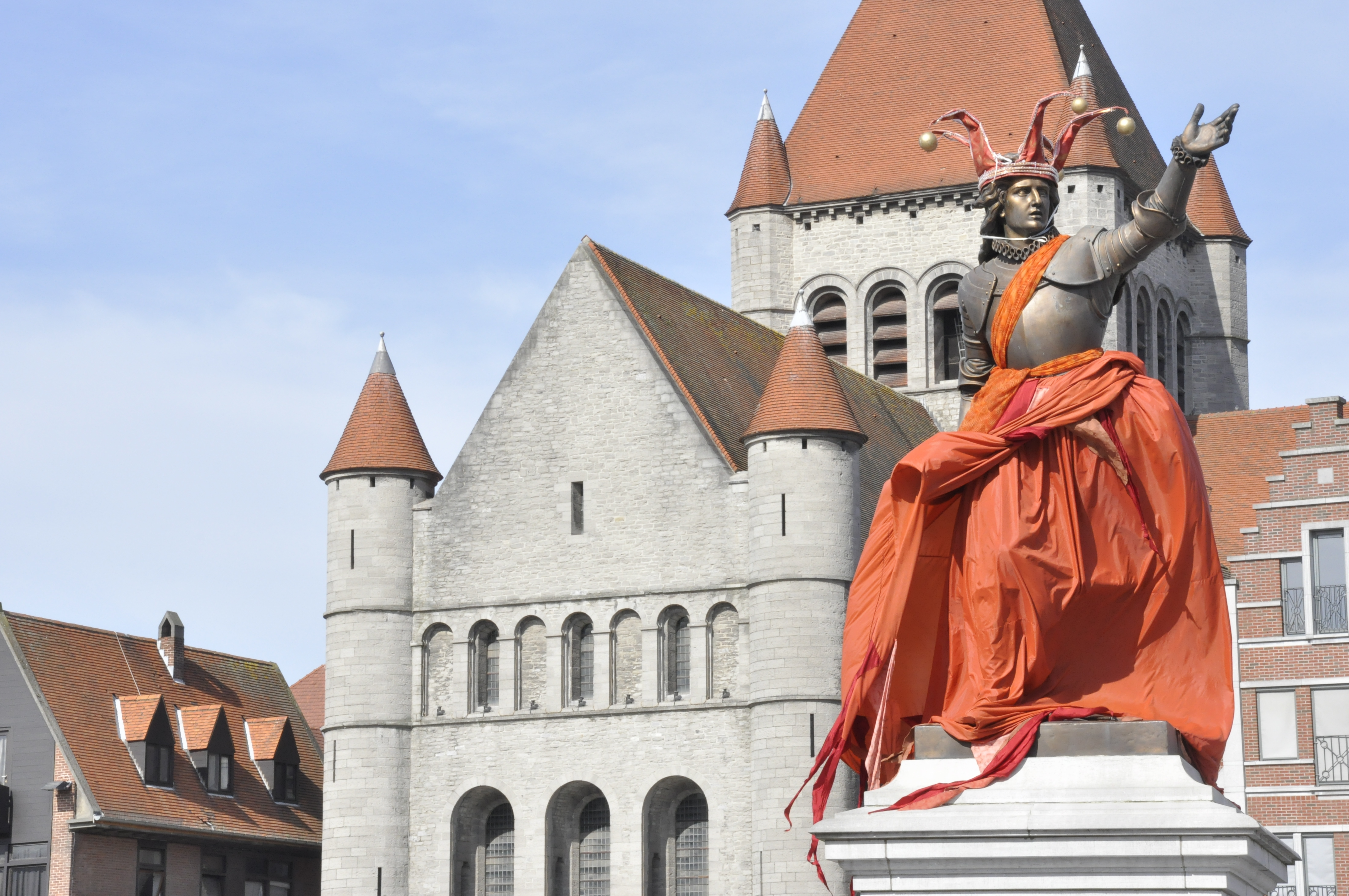
Statue der Christine de Lalaing im Carnaval de Tournai, 22. Tage vor Ostern, am 2. April 2011

## Nachleben
Am 29. November 1824 wurde La princesse d’Espinoy, ou le siège de Tournay, ein historisches Drama in drei Akten von Jean-Jacques-Philippe Liébert, anlässlich des 243 Jahre vorher stattgefundenen Ereignisses und gewidmet dem Bürgermeister und dem Bischof von Tournai im Stadttheater von Tournai aufgeführt.
1863 wurde auf dem Grand-Place de Tournai eine Bronzestatue von Aimable Dutrieux mit der Aufschrift „La Ville de Tournai à Christine de Lalaing, Princesse d’Espinoy“ errichtet.
Judy Chicago widmete ihr eine Inschrift auf den dreieckigen Bodenfliesen des Heritage Floor ihrer 1974 bis 1979 entstandenen Installation The Dinner Party. Die mit dem Namen Maria-Christine de Lalaing beschrifteten Porzellanfliesen sind dem Platz mit dem Gedeck für Elisabeth I. zugeordnet.